# Frontenay-Rohan-Rohan
Frontenay-Rohan-Rohan es una comuna francesa situada en el departamento de Deux-Sèvres, en la región de Nueva Aquitania.

## Demografía
| 1746 | 1813 | 2097 | 2450 | 2571 | 2653 | 2924 |
| Para los censos de 1962 a 1999 la población legal corresponde a la población sin duplicidades (Fuente: INSEE [Consultar]) |      |      |      |      |      |      |